# 加尔哈科塔
加尔哈科塔（Garhakota），是印度中央邦Sagar县的一个城镇。总人口26877（2001年）。

## 人口
该地2001年总人口26877人，其中男性14016人，女性12861人；0—6岁人口4310人，其中男2202人，女2108人；识字率67.22%，其中男性为76.65%，女性为56.96%。